# Amata phaeobasis
Amata phaeobasis är en fjärilsart som beskrevs av George Francis Hampson 1907. Amata phaeobasis ingår i släktet Amata och familjen björnspinnare. Inga underarter finns listade i Catalogue of Life.